# Feschaeria
Feschaeria  es un género de lepidópteros de la familia  Castniidae. Fue descrito por Oiticica en 1955.

## Especies
- Feschaeria amycus (Cramer, [1779])
- Feschaeria meditrina Hopffer, 1856